# 花帶芋螺
花帶芋螺（学名：Conus coccineus）为芋螺科芋螺屬下的一个种。